# Oxybelis fulgidus
Oxybelis fulgidus (Daudin, 1803) è un serpente velenoso appartenente alla famiglia Colubridae, diffuso in America meridionale e centrale.  La specie è conosciuta con i nomi comuni di serpente frustino.

## Descrizione
Il serpente frustino ha una forma lunga ed estremamente sottile: misura 1,5 cm di spessore ed arriva anche a 2 m di lunghezza. Il motivo di questa forma è dovuto al fatto che gli O. fulgidus sono esclusivamente arboricoli e, per mimetizzarsi con l’ambiente, devono somigliare a liane e rami (da cui prendono i nomi comuni). Per lo stesso motivo, la livrea è verde brillante, come le foglie degli alberi sui quali vive. Per forma e colore, i serpenti frustino somigliano molto alle specie del genere Ahaetulla . La testa è di forma triangolare. Caso unico tra i serpenti, ha la lingua verde. 
Come tutti i serpenti diurni la pupilla dell'occhio presenta una forma sferica. Per la forma particolare della testa, mordono la preda di lato.

## Distribuzione e habitat
È un ofide molto diffuso nelle foreste equatoriali dell'America meridionale e centrale, più precisamente nei seguenti stati: Belize, Bolivia, Colombia, Costa Rica, Panama, Brasile, Ecuador, Perù, Repubblica Dominicana, Guiana, Honduras, Guatemala, Guiana francese, Nicaragua, Suriname, El Salvador. Dunque è frequente incontrarlo pure nella Foresta amazzonica.

## Differenze con altre specie
O. fulgidus somiglia molto alle specie del genere Ahaetulla le principali differenze sono:
- L'areale: Gli Ahaetulla sp. sono endemici dell'Asia, mentre, come già detto, i frustini sono americani.
- La pupilla: Negli Oxybelis fulgidus è tonda, negli Ahaetulla è lunga, sottile e orizzontale.
- La livrea: Negli O. fulgidus è quasi esclusivamente verde, mentre nei serpenti asiatici ha il ventre e, a volte, i fianchi striati di verde, bianco e nero (questa colorazione è solita se le Ahaetulla sono minacciate). Inoltre negli ultimi il verde della livrea è un po' più smorta.

## Galleria d'immagini

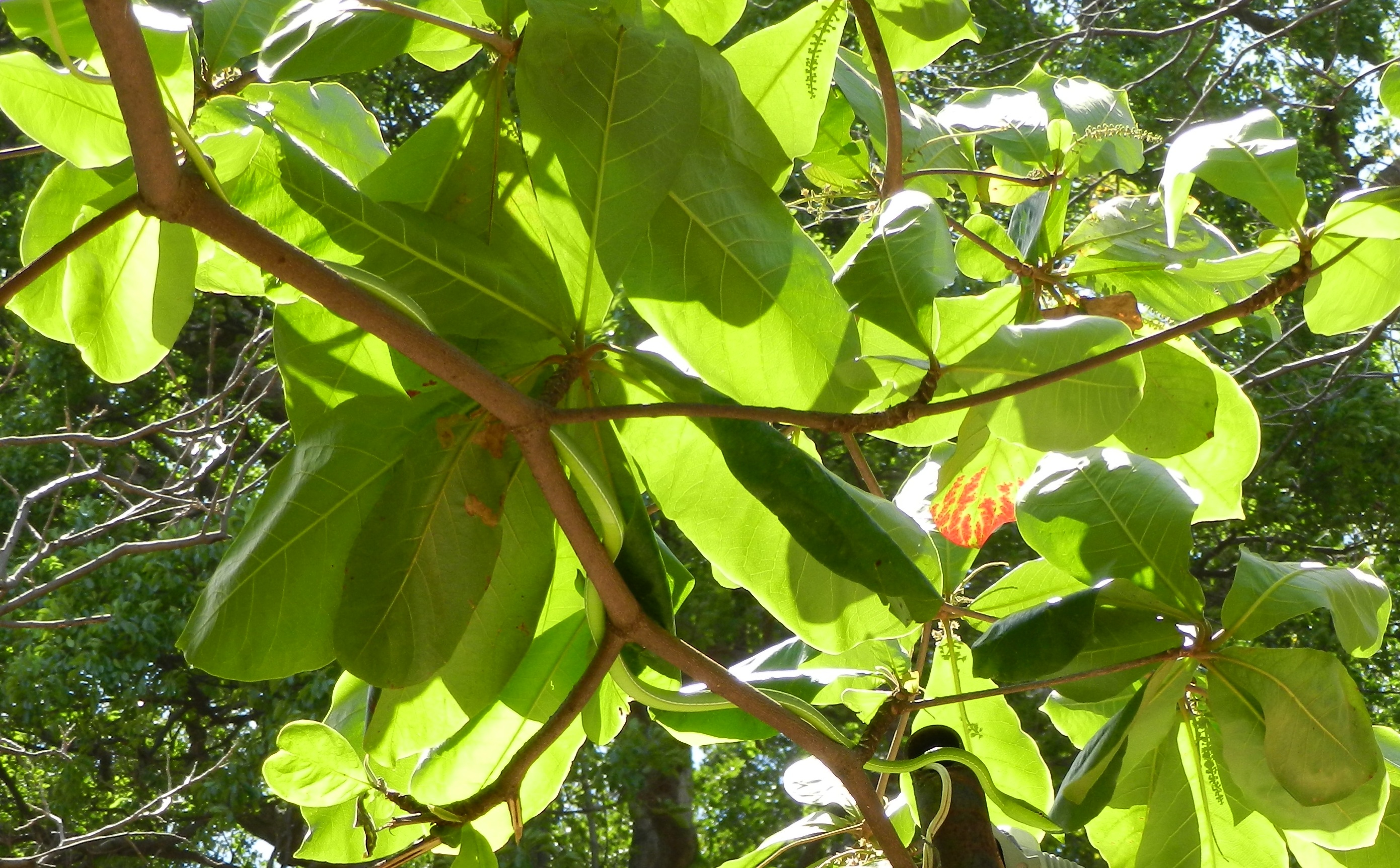
Serpente frustino mimetizzato in Nicaragua.
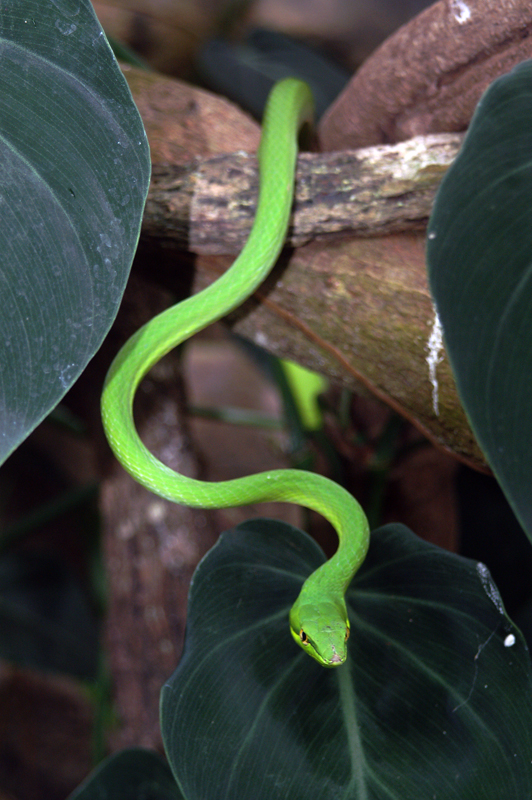
O. fulgidus in Costa rica.